# Carina Ljungdahl
Carina Ljungdahl (21 febbraio 1960) è un'ex nuotatrice svedese.
Specializzata nello stile libero, ha vinto la medaglia d'argento nella staffetta 4x100 m sl alle olimpiadi di Mosca 1980.

## Palmarès
- Olimpiadi
  - Mosca 1980: argento nella staffetta 4x100 m sl.